# Peromyia bengalensis
Peromyia bengalensis är en tvåvingeart som beskrevs av Jean-Jacques Kieffer 1905. Peromyia bengalensis ingår i släktet Peromyia och familjen gallmyggor. Inga underarter finns listade i Catalogue of Life.